# Burgstall Großkonreuth
Der Burgstall Großkonreuth wird in dem gleichnamigen Ortsteil der Oberpfälzer Gemeinde Mähring im Landkreis Tirschenreuth in Bayern vermutet.

## Geschichte
Der Ort  Großkonreuth wird erstmals 1135 erwähnt. Damals bestätigt Markgraf Diepold III. dem Kloster Reichenbach seine früheren Schenkungen und erwähnt dabei auch in regione Egere … Chunrut. Dieses war zuvor ein Lehen des diepoldingschen Ministerialen Gottfried von Wetternfeld. Großkonreuth gehörte zur Propstei Höglstein (Hohenstein), die 1182 von Kaiser Friedrich I. in Schutz genommen wird. Unter den Zugehörungen von Höglstein wird auch Chunreut genannt. Um 1194 wird auch ein Ortsadeliger Waltherus villicus de Kunirute in einer reichenbachschen Urkunde genannt, 1205 erscheint er mit seinem Sohn als Waltherus de Counrieute et filius suus henricus. Bei einem Verkauf der Landgrafen von Leuchtenberg wird als letzter Zeuge ein Theodericus officialis de Kunhreuth erwähnt. Der Ort taucht danach erst wieder 1442 in einer Verkaufsurkunde der Propstei Hohenstein auf, als er nach den Zerstörungen durch die Hussitenkriegen an das Kloster Waldsassen veräußert wird. 

## Beschreibung
Es wird vermutet, dass der mittelalterliche Turm der Johanneskirche (um 1200) der einzig erhaltene Bauteil der ehemaligen Burg ist. Eventuell wurde die Stelle der Burg durch den Neubau eines Pfarrhauses (Großkonreuth 16) überbaut. Bis in die Mitte des 19. Jahrhunderts sollen noch die Fundamente einer Ringmauer sichtbar gewesen sein. 